# Jungfruskär, Stockholms skärgård

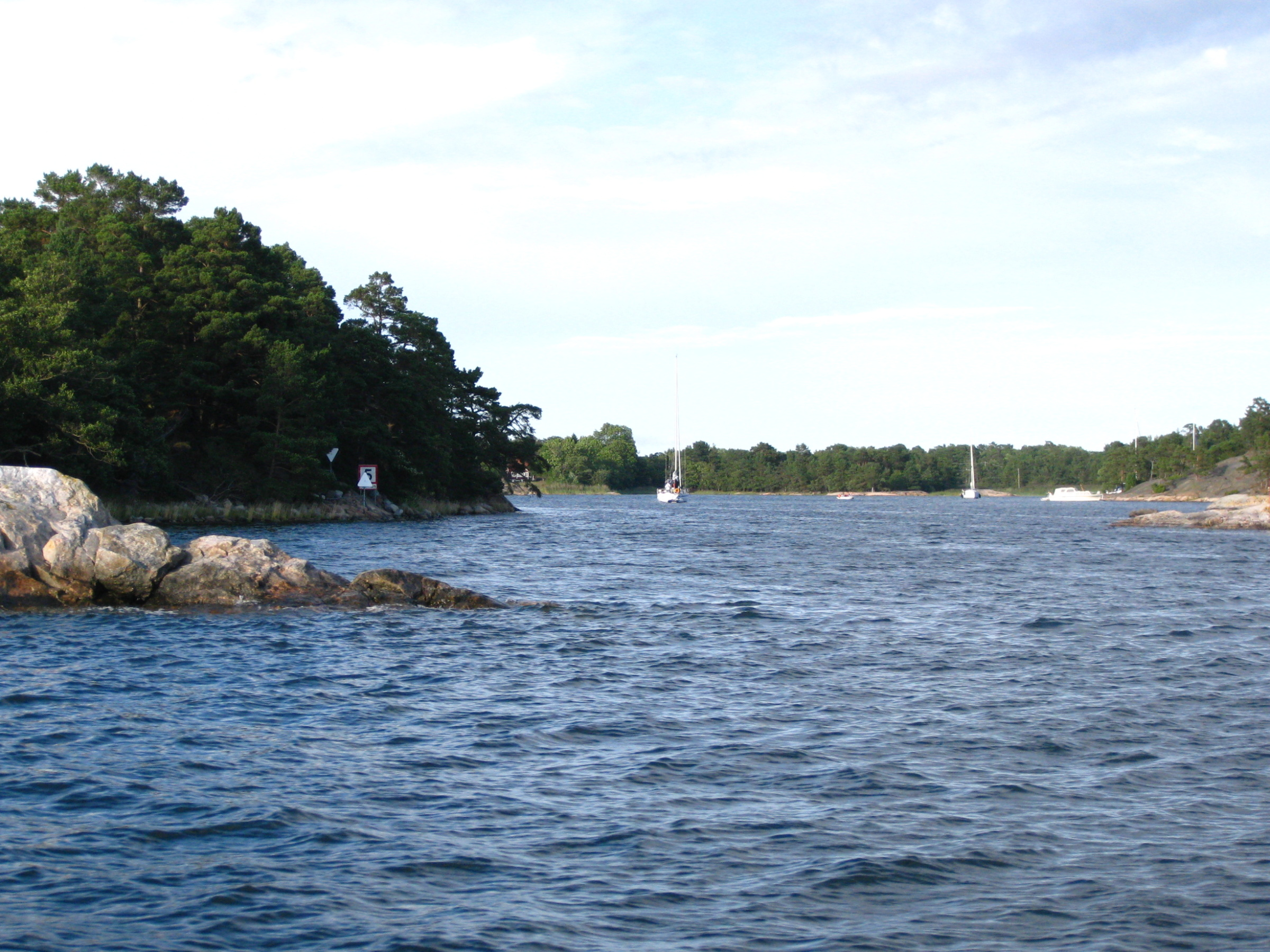
Inloppet till naturhamnen på Jungfruskär är utmärkt med en enslinje.

Jungfruskär är en 1,01 km² stor ö två sjömil söder om Nämdö i Värmdö kommun. Jungfruskär är nästan ihopväxt med den intilliggande ön Grönskär och brukar därför ibland kallas Grönskär-Jungfruskär. Både Grönskär och Jungfruskär ingår till största del i  Jungfruskärs naturreservat. 

## Historia
De goda fiskevattnen i skoboraden öster om Nämdö lockade under 1800-talet folk att bosätta sig här. Både på Grönskär och Jungfruskär fanns torpställen. I början av 1900-talet började även sommargäster att söka sig till öarna. Större delen av Jungfruskär köptes av Skärgårdsstiftelsen 1963 och följdes av Grönskär 1979.

## Natur
Naturen på Grönskär-Jungfruskär är oerhört omväxlande. Från myrar med hjortron och hällmarkskog till tät lövskog, strandängar och våtmarker. På Jungfruskär finns en 2,5 km lång naturstig.
Ön är centralt beläget i den långsmala ögruppen Skoboraden och skiljs i norr från Ängskär av det grunda och igenväxta sundet Stråkhålet och i söder från Vånö och Stora Immarskär av det för småbåtar farbara sundet Immarskärsströmmen. Sundet mellan Grönskär och Jungfruskär är nästan helt igenväxt vid mitten vid det så kallade Trånghålet, men vidgar sig i norr och söder och bildar två skyddade flader. Norra fladen är mycket grund och har ett smalt inlopp. Södra fladen däremot är en av skärgårdens vackraste naturhamnar som dessutom erbjuder skydd mot alla vindar. Att denna plats länge använts som hamnsflad visar det vrak som ligger på en meters djup vid, den med Jungfruskär ihopväxta ön, Kuggmarens strand. Vraket är en kogg från 1100-talet som sedermera gett namn till Kuggmaren.

## Bilder

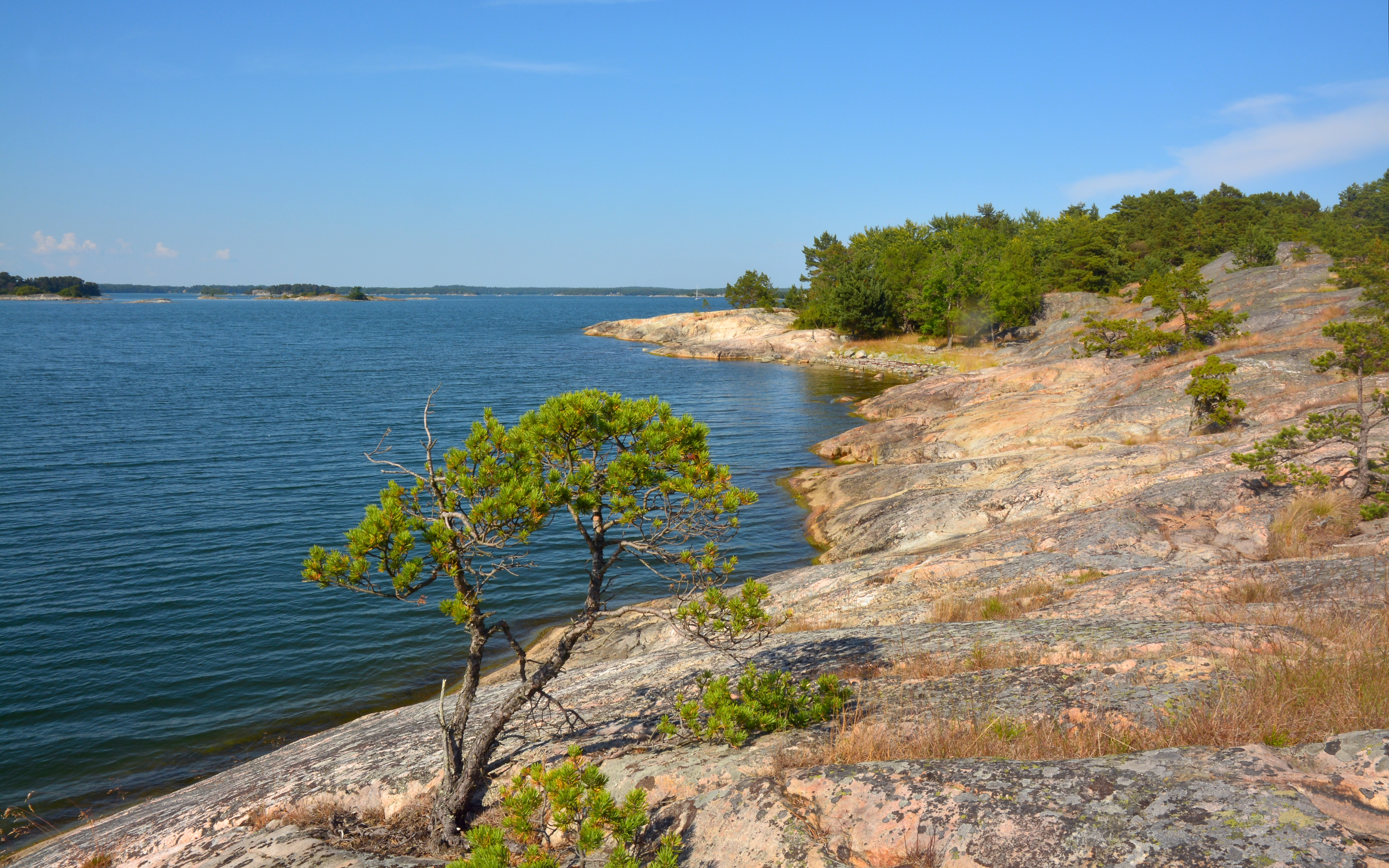
Den västra sidan av Grönskär är väl lämpad för klippbad.
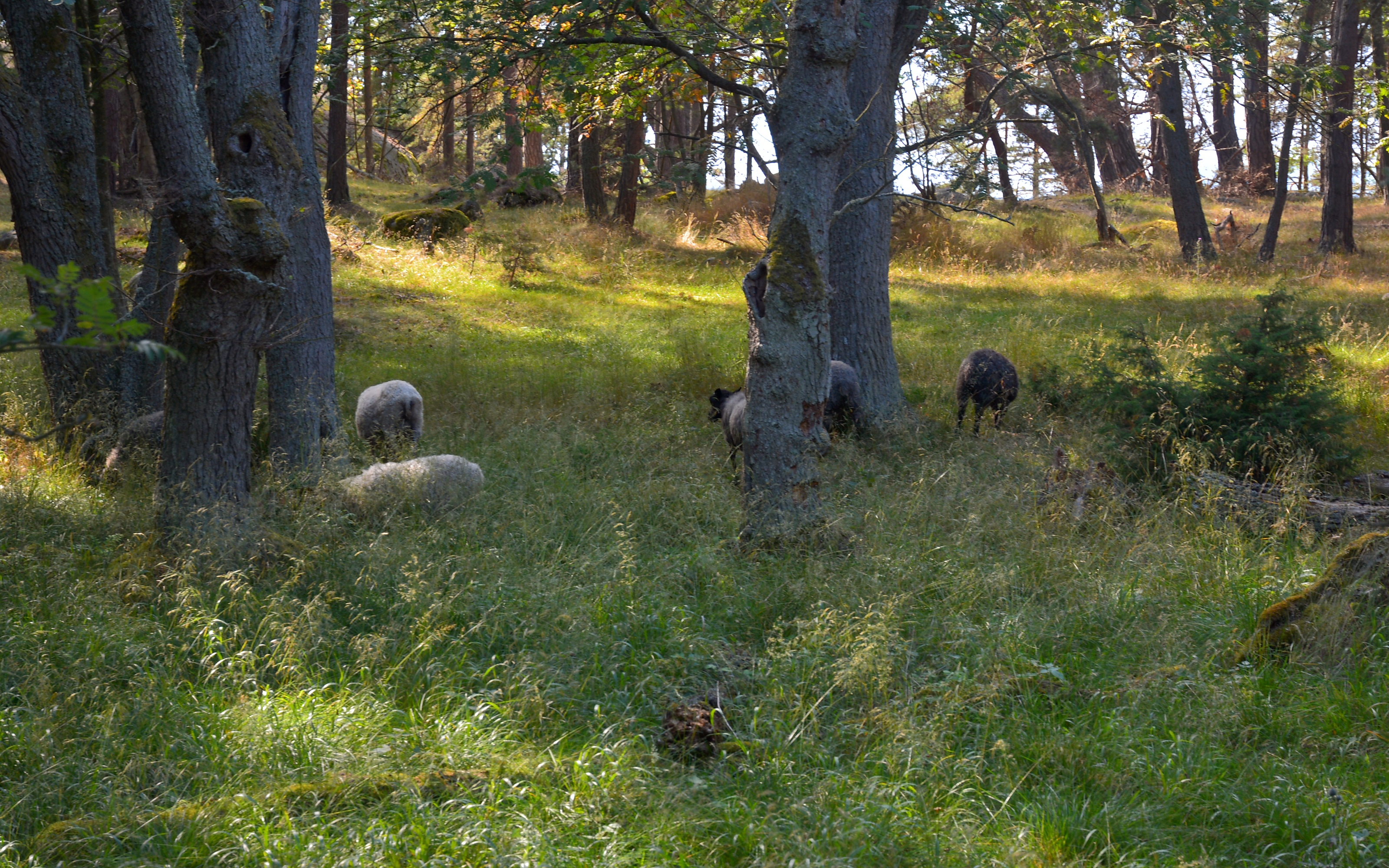
Betande får håller markerna öppna.
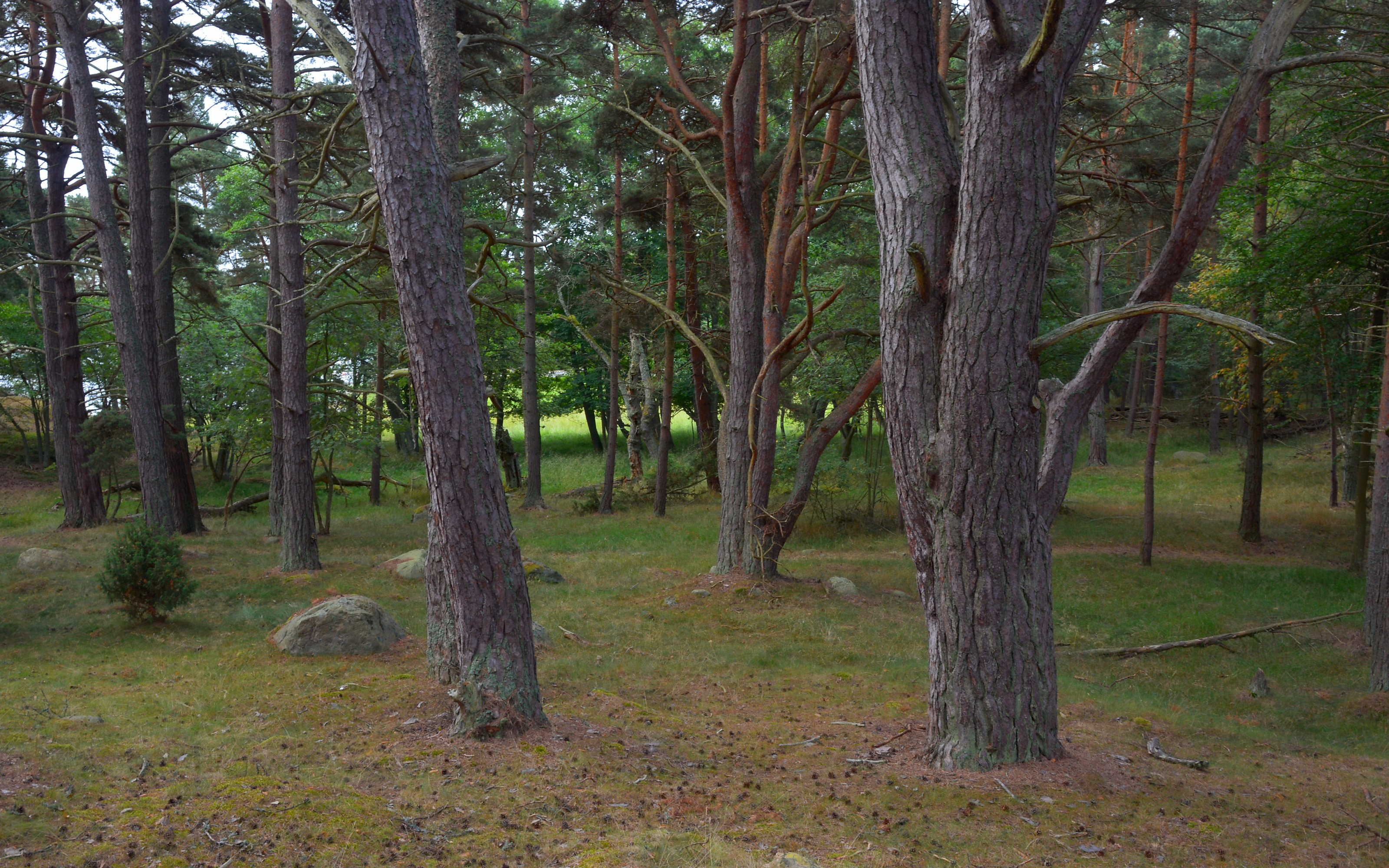
Skogen domineras av tallar med inslag av al vid strandängarna.
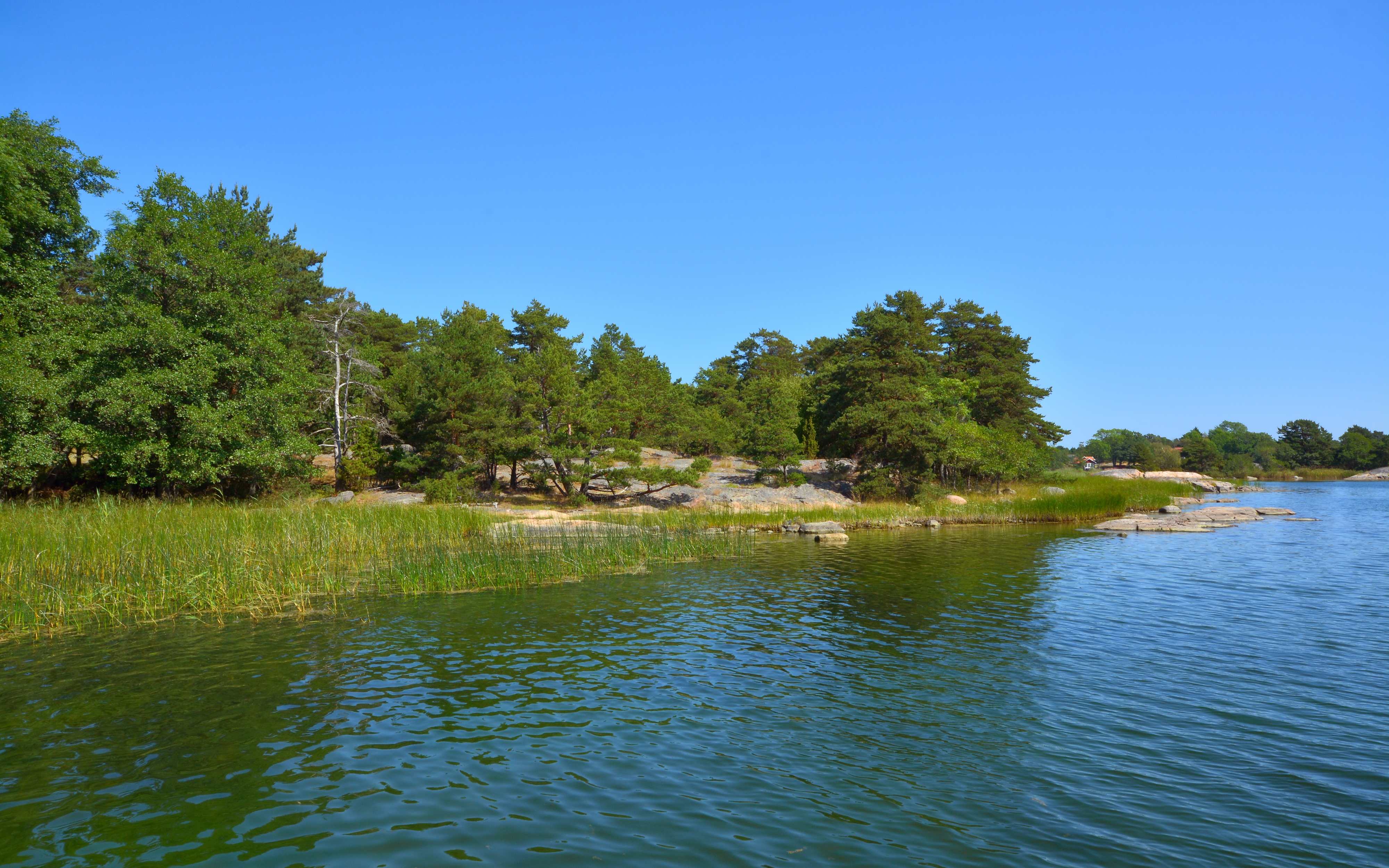
Den södra fladen erbjuder goda förtöjningsmöjligheter.

### Fotnoter
1. ↑  Källgård, Anders (2005). Sveriges öar. Kristianstad: Carlsson Bokförlag. sid. 302. ISBN 91-7203-465-3
2. ↑  32, Riksantikvarieämbetet